# Zdeněk Bahenský
Zdeněk Bahenský (* 3. leden 1986, Most) je český profesionální lední hokejista, hraje na pozici útočníka. Jeho expartnerka je úspěšná modelka a ředitelka Miss Czech Republic Taťána Makarenko.

## Kariéra
Svá mládežnická léta strávil v Litvínově, kde si zahrál juniorskou extraligu. V sezoně 2003-04 získal nejenom medaili za 3. místo na mistrovství světa do 18 let, ale byl i draftován z 1. místa v CHL týmem Saskatoon Blades. A v roce 2004 byl draftován dokonce i do NHL ve 3. kole na celkovém 73. místě týmem New York Rangers. Následující dvě sezony působil právě v Saskatoon Blades. Celkem za ně, a tím pádem i ve WHL, nastoupil ke 131 utkáním, v nichž si připsal 86 kanadských bodů. V sezoně 2006-07 hrál za dva celky ve dvou soutěžích. 62 zápasů si zahrál za Charlotte Checkers, kteří působili v ECHL (od roku 2010 vystupují v AHL). A nastoupil i k 15 utkáním v rámci AHL v barvách týmu Hartford Wolf Pack. Na sezonu 2007-08 se vrátil domů, do mateřského Litvínova. Tam ale nastupoval pouze ve 4. formaci a moc se neprosazoval. Proto trávil i hodně času v prvoligovém Mostě. Klub se tedy následně dohodl s HC Energie Karlovy Vary, a Zdeněk do nich odešel hostovat. Sezonu 2008-09 odehrál prakticky celou za Litvínov, pouze jednou si ukázal i v mosteckém dresu. Před následující sezonou 2009-10 odešel z Litvínova, kde nebyl spokojen, do BK Mladá Boleslav. V Mladé Boleslavi odehrál tři sezony. Na konci každé sezony se musel s Boleslaví, místo vytouženého play-off, zachraňovat. První dvě záchranné akce skončili úspěšně, až v té třetí 2011-12 v baráži prohráli s Piráty Chomutov a propadli se do 1. ligy. Na sezonu 2012-13 přestoupil do pražské Sparty. Vyměnil si tak jasné místo v mladoboleslavské sestavě za nejistotu ve Spartě. Na druhou stranu šel do velmi ambiciózního týmu s předpoklady na titul. V této sezoně nastoupil do všech zápasů základní části a zaznamenal v nich 18 bodů. Sezonu 2013-14 strávil na půl ve Spartě a na půl na farmě v Litoměřicích. V hlavním týmu příliš produktivní nebyl - v 19 zápasech zaznamenal pouze 3 body. V play-off odehrál za Spartu jen jeden zápas. Sezonu 2014-15 začal ve Spartě, ale nijak neoslnil - v 18 zápasech vstřelil pouze jeden gól a v +/- skončil s bilancí -6. Zřejmě i proto byl poslán na farmu do 1. ligy, kde nastupoval za Kladno. V lednu 2015 ho Sparta poslala na hostování do konce sezony do Karlových Varů.

## Reprezentace
Zatím si zahrál pouze ve výběrech mládežnických reprezentací. Nastoupil v dresu U16, U18, U19 a U20. Poprvé si za reprezentaci zahrál v sezoně 2001-02, kdy se ve 14 zápasech ukázal v dresu reprezentace do 16 let. Vrchol jeho dosavadní reprezentační kariéry přišel v sezoně 2003-04. To se s naší osmnáctkou umístil na MS do 18 let na 3. místě. V sezoně 2005-06 si zahrál na mistrovství světa U20 - MSJ - 2006 a Češi na něm skončili na 6. místě. Za seniorskou reprezentaci dosud nenastoupil.

## Hráčská kariéra
- 2000-2001 HC Litvínov - dor. (E)
- 2001-2002 HC Litvínov - dor. (E)
- 2002-2003 HC Litvínov - jun. (E)
- 2003-2004 HC Litvínov - jun. (E)
- 2004-2005 Saskatoon Blades (WHL)
- 2005-2006 Saskatoon Blades (WHL)
- 2006-2007 Hartford Wolf Pack (AHL), Charlotte Checkers (ECHL)
- 2007-2008 HC Litvínov (E), HC Energie Karlovy Vary (E), HC Most (1. liga)
- 2008-2009 HC Litvínov (E), HC Most (1. liga)
- 2009-2010 BK Mladá Boleslav (E), HC Vrchlabí (1. liga)
- 2010-2011 BK Mladá Boleslav (E)
- 2011-2012 BK Mladá Boleslav (E)
- 2012-2013 HC Sparta Praha (E)
- 2013-2014 HC Sparta Praha (E), HC Stadion Litoměřice (1. liga)
- 2014-2015 HC Sparta Praha (E)
- 2015-2016 HC Energie Karlovy Vary (E), 2015/2016 HC Slavia Praha (1. liga)